# Lac Tessier
Pour les articles homonymes, voir Tessier.
Le lac Tessier est un plan d'eau douce situé sur le versant Sud de la partie Sud-Ouest du réservoir Gouin, dans le territoire de la ville de La Tuque, dans la région administrative de la Mauricie, dans la province de Québec, au Canada.
Ce lac chevauche les cantons de Faucher (partie Sud) et d’Achintre (partie Nord).
Les activités récréotouristiques constituent la principale activité économique du secteur. La foresterie arrive en second.
La route forestière R1009 passe du côté Ouest de la baie Mattawa desservant la partie inférieure de la rivière Flapjack, passant dans la partie Nord du lac Tessier et la partie Sud du lac Bureau. Cette route R1009 rejoint vers le Sud-Est la route 404 laquelle dessert la partie Nord du chemin de fer du Canadien National.
La surface du Lac Tessier est habituellement gelée de la mi-novembre à la fin avril, toutefois la circulation sécuritaire sur la glace se fait généralement du début décembre à la fin de mars.

## Géographie
Les principaux bassins versants voisins du lac Tessier sont :
- côté nord : réservoir Gouin, baie Saraana, baie Mattawa, lac du Mâle, baie Hanotaux, rivière Flapjack, lac Bureau ;
- côté est : lac Bureau (baie du Sud), rivière Oskélanéo, lac Sulte, lac Oskélanéo ;
- côté sud : lac Tourigny, lac du Brouillard, rivière Douville, rivière Gosselin ;
- côté ouest : lac Buies, rivière Faucher, rivière Flapjack, ruisseau Bignell, rivière Mégiscane.

D’une longueur de 18,4 km, le lac Tessier est fait sur la longueur (sens Nord-Sud). Sa partie Sud-Ouest est connectée au lac Tourigny grâce à un court détroit formé par le rétrécissement des berges. Le lac Tessier est surtout alimenté par la rivière Faucher qui se déverse sur sa rive Ouest (partie Sud du lac Tessier) dans une baie laquelle comporte une longueur dans le sens Nord-Sud de 2,9 km ; cette baie est bordée du côté Ouest par une presqu’île s’étirant vers le Sud.
L’embouchure du Lac Tessier est localisée au Nord-Est à :
- 9,4 km au Sud-Est de l’embouchure de la décharge du Lac Tessier ;
- 21,9 km au Sud de l’embouchure de la baie Saraana ;
- 48,1 km au Sud du centre du village de Obedjiwan lequel est situé sur une presqu’île de la rive Nord du réservoir Gouin ;
- 86 km au Sud-Ouest du barrage Gouin ;
- 118 km à l’Ouest du centre du village de Wemotaci (rive Nord de la rivière Saint-Maurice) ;
- 206 km à l’Ouest du centre-ville de La Tuque ;
- 297 km au Nord-Ouest de l’embouchure de la rivière Saint-Maurice (confluence avec le fleuve Saint-Laurent à Trois-Rivières)[1].

À partir de l’embouchure du lac Tessier, le courant coule sur 147,8 km jusqu’au barrage Gouin, selon les segments suivants :
- 9,8 km vers le Nord dans le canton d’Achintre en prenant la décharge du lac Tessier[2], notamment en traversant le lac Arcand (longueur : 5,3 km ; altitude : 403 m) sur sa pleine longueur, jusqu’à la limite Sud du canton d’Évanturel ;
- 7,7 km vers le Nord-Ouest dans le canton d’Évanturel en suivant toujours la décharge du lac Tessier, en formant une courbe vers le Nord en début de segment puis en traversant la partie Nord du lac Kaotoskonakamak (longueur : 1,4 km ; altitude : 402 m) sur 0,8 km, jusqu’à une baie de la rive Sud de la baie Saraana ;
- 14,3 km vers le Nord en traversant la baie Saraana ;
- 34,1 km vers le Nord-Est, en traversant le lac du Mâle et la partie Ouest du réservoir Gouin jusqu’au milieu du lac Toussaint situé au Sud du village d’Obedjiwan ;
- 81,9 km vers l’Est, en traversant le lac Marmette, puis vers le Sud-Est en traversant notamment le lac Brochu puis vers l’Est en traversant la baie Kikendatch, jusqu’au barrage Gouin.

À partir de ce barrage, le courant emprunte la rivière Saint-Maurice jusqu’à Trois-Rivières.

## Toponymie
Le toponyme "Lac Tessier" a été officialisé le 5 décembre 1968.